# Paul Bernard
Paul Bernard (20. června 1929 Londýn, Anglie – 25. září 1997 Twickenham) byl anglický televizní režisér.

## Dílo
- Coronation Street
- The Tomorrow People
- Z Cars
- Doctor Who stories
  - Day of the Daleks (1972)
  - The Time Monster (1972)
  - Frontier in Space (1973)